# 侯爵歌剧院

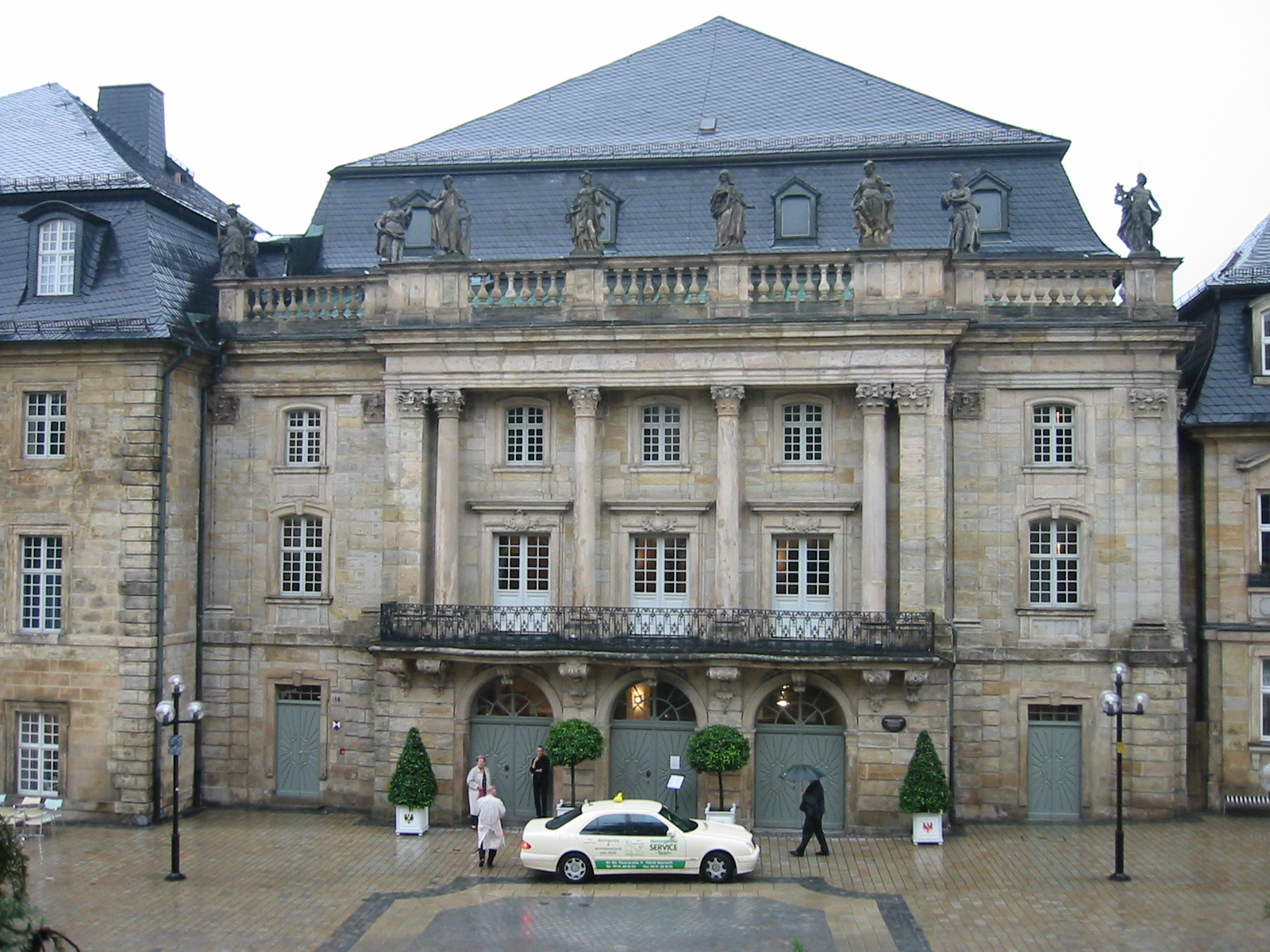
侯爵歌剧院

侯爵歌剧院（德語：Markgräfliches Opernhaus）是一座巴洛克歌剧院，位于德国巴伐利亚州城市拜罗伊特。它是欧洲这一时期少数倖存剧院之一，已被广泛地修复。它兴建于1744年到1748年，建筑师为约瑟夫·圣皮埃尔；室内设计师为来自意大利博洛尼亚的Giuseppe Galli Bibiena和他的儿子卡罗，风格为晚期巴洛克。普鲁士的威廉公主，弗雷德里克侯爵的夫人，作为作家，演员，作曲家，演员和导演参与进来。
舞台的进深達27（89英尺），吸引了理查德·瓦格纳，后来在城北为它专门修建了拜罗伊特节日剧院（Bayreuth Festspielhaus）。
2000年以来，每年九月，侯爵歌剧院承办拜罗伊特巴洛克艺术节，与早期歌剧珍品表演。

## 世界遺產
一處巴洛克劇院的傑作，建於1745至50年間，歌劇院就是唯一的建築，它的表演廳保留著原有材質，如木料、帆布等，可供500名觀眾真實地體驗巴洛克宮庭歌劇文化與聲學設計。為勃蘭登堡-拜羅伊特侯爵弗雷德里克的妻子薇海明娜委託興建，由著名的義大利劇院建築師朱塞佩·軋利·達·比比恩納所設計。作為公眾空間中的宮庭歌劇院，它揭示了19世紀大型公眾劇院的樣貌。用幻影般手繪帆布佈置的木結構包廂層裝飾性強，表示過去曾受僱舉辦選美與慶祝活動，留下王侯自我表現的短暫儀式建築傳統。

## 圖集

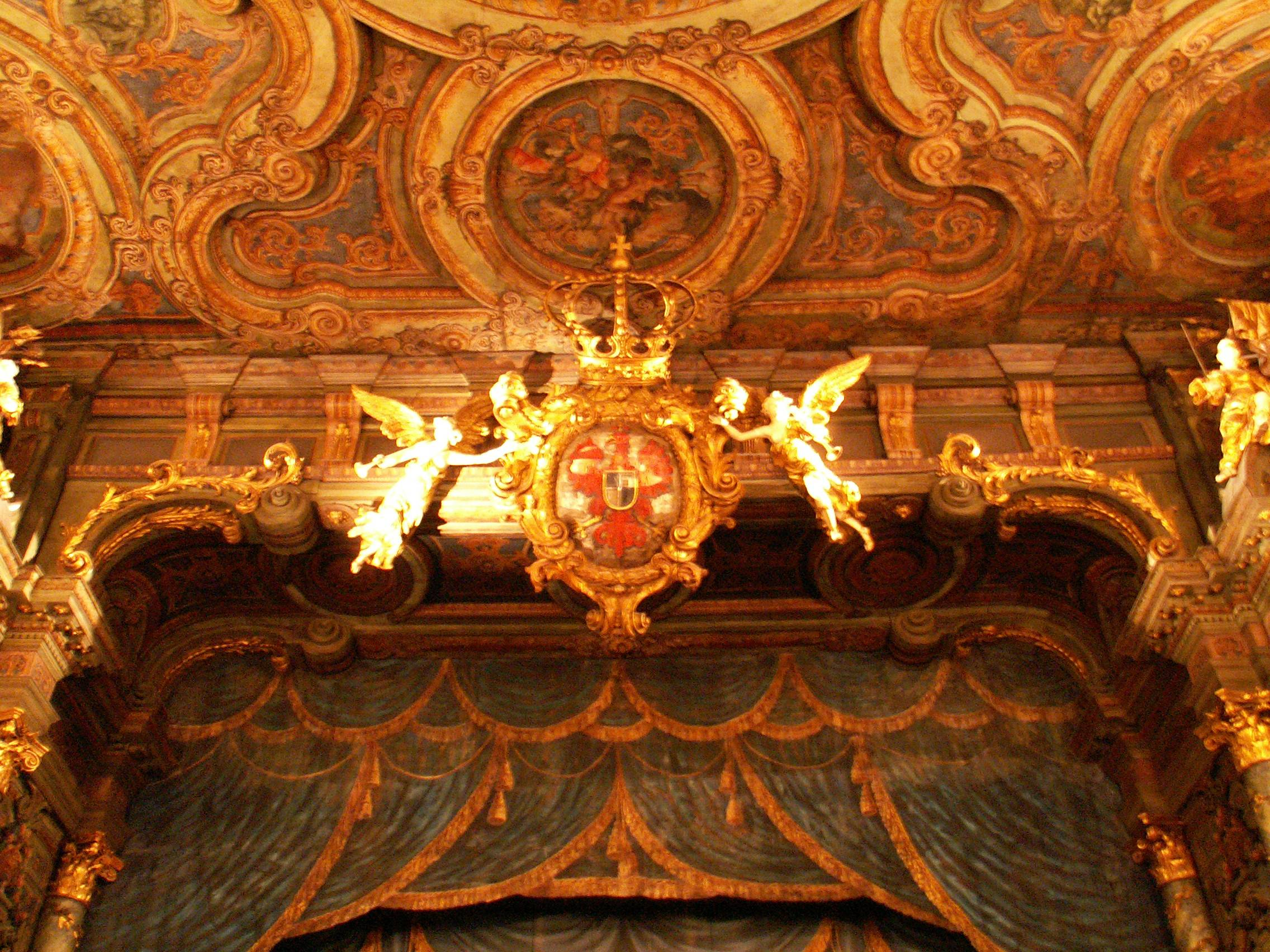
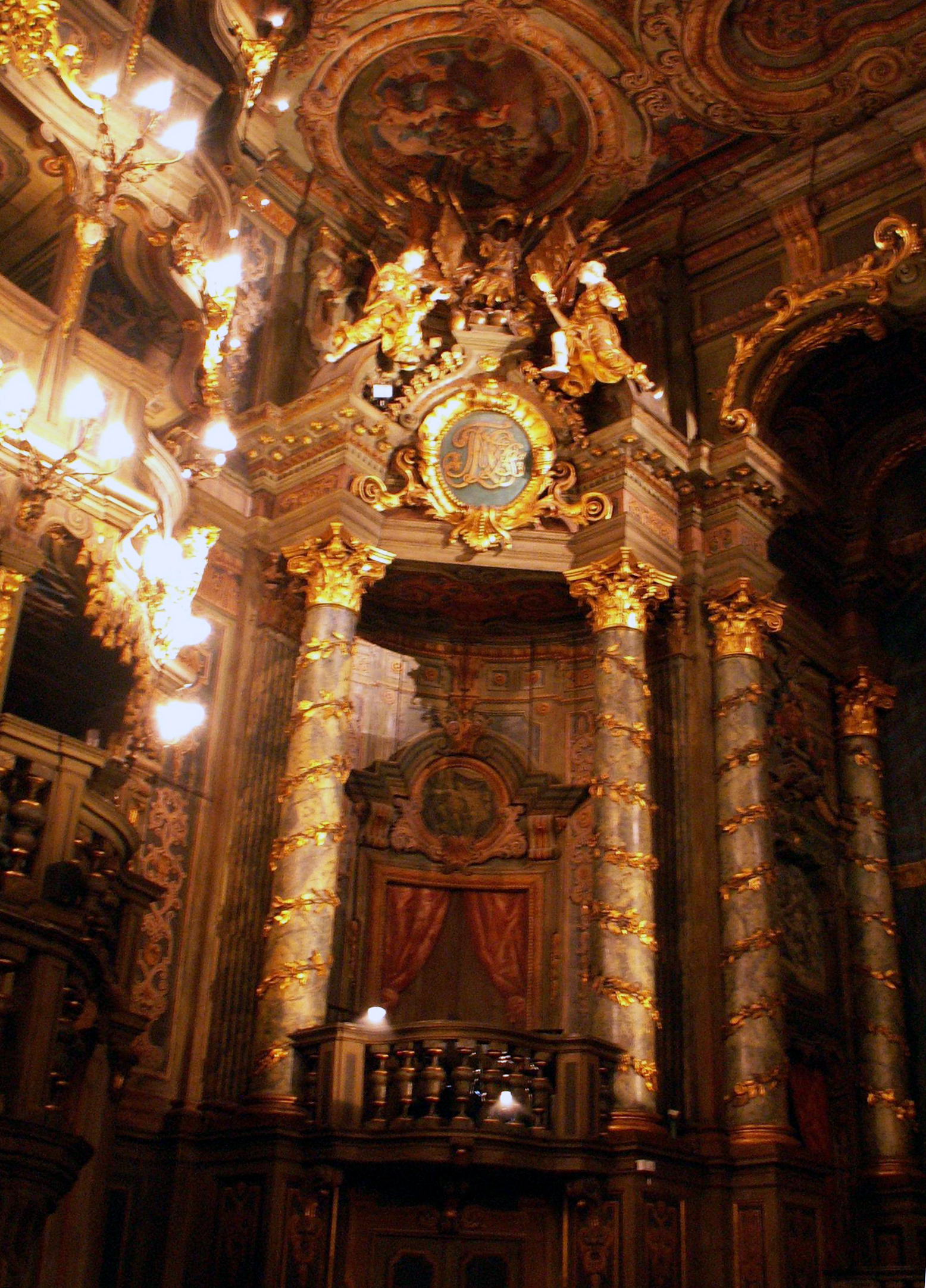
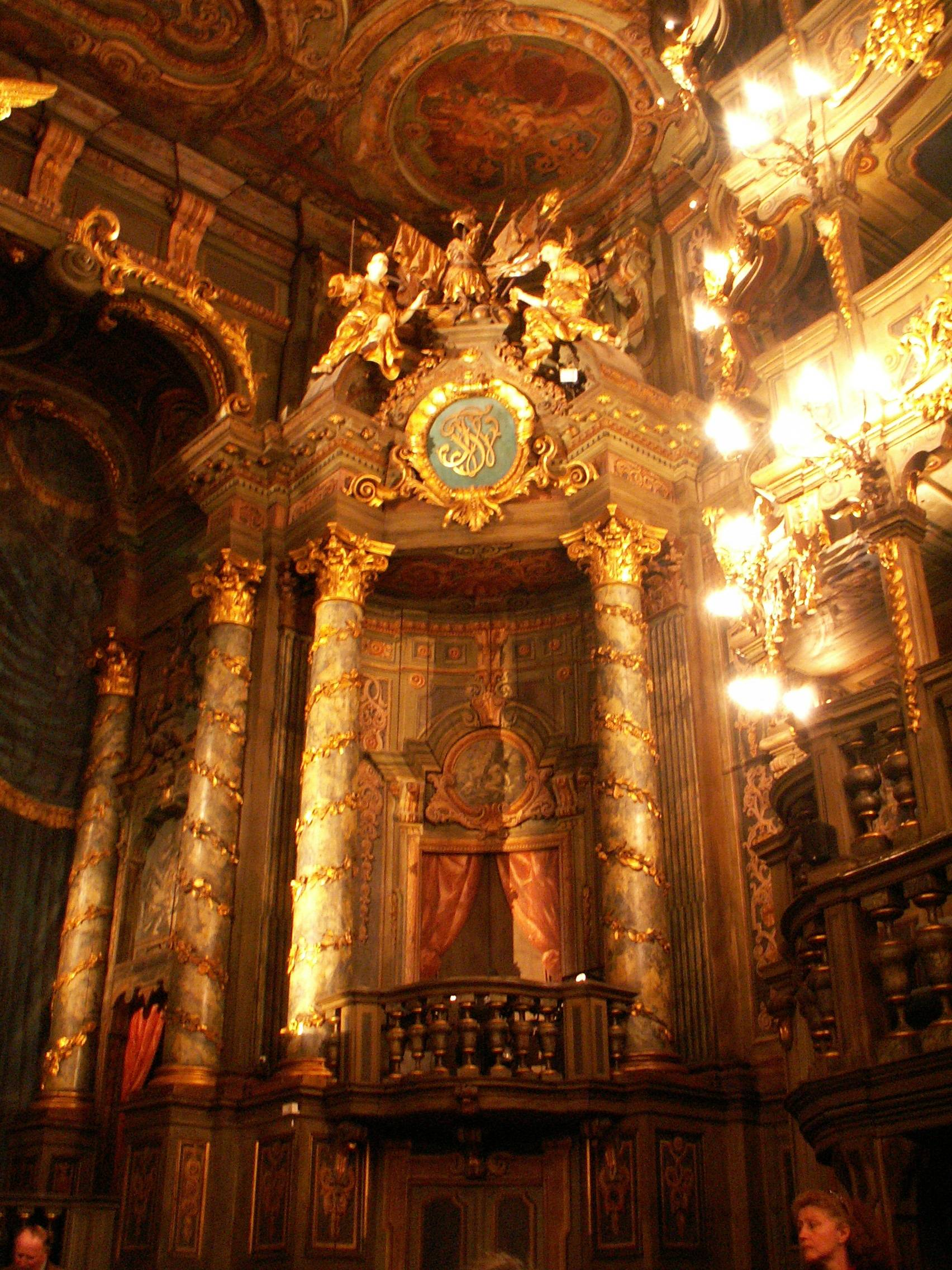
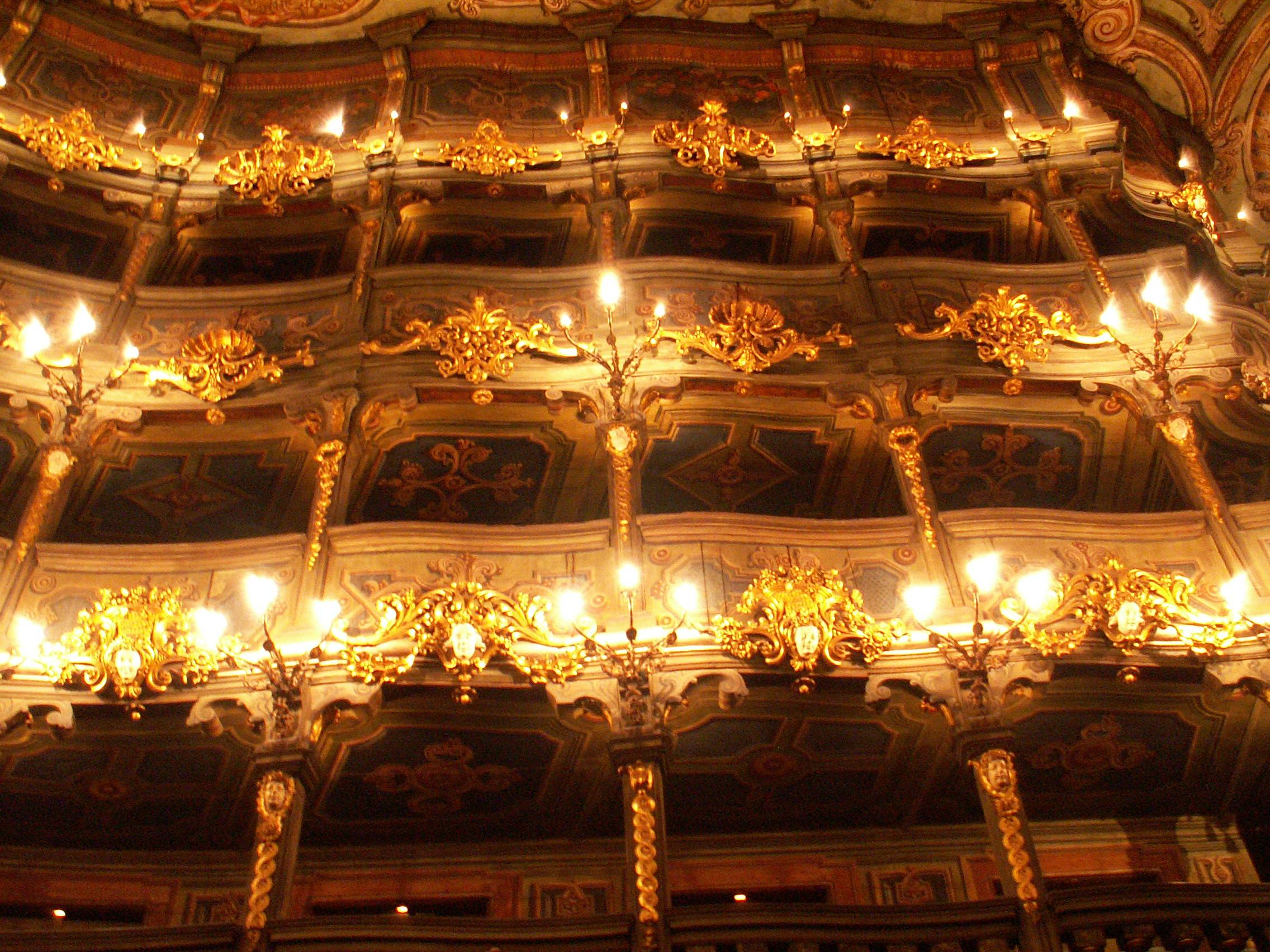

### 登録基準
该世界遗产被认为满足世界遺產登錄基準中的以下基準而予以登錄：
- （i）表现人类创造力的经典之作。
- （iv）关于呈现人类历史重要阶段的建筑类型，或者建筑及技术的组合，或者景观上的卓越典范。